# Осипов Максим Миколайович
Максим Миколайович Осипов (рос. Максим Николаевич Осипов; 15 квітня 1980 у м. Москва, СРСР) — російський хокеїст, нападник.
Виступав за ЦСКА (Москва), «Крила Рад» (Москва), «Нафтохімік» (Нижньокамськ), «Динамо» (Москва), «Торпедо» (Нижній Новгород), «Рись» (Подольськ), Німан Гродно, Беркут Київ, Молот-Прикам'я, «Галкан» (Ашхабад).
Досягнення
- Срібний призер чемпіонату Білорусі (2011).